# آنتونیو مونگیا
آنتونیو مونگیا (اسپانیایی: Antonio Munguía‎; ۲۷ ژوئن ۱۹۴۲ – ۸ ژانویهٔ ۲۰۱۸) بازیکن فوتبال اهل مکزیک بود.
از باشگاه‌هایی که در آن بازی کرده‌است می‌توان به باشگاه فوتبال کروز آزول اشاره کرد.
وی همچنین در تیم ملی فوتبال مکزیک بازی کرده‌است.